# Опівнічний ковбой
«Опівнічний ковбой» (англ. Midnight Cowboy) — драматичний «фільм про друзів» (бадді-муві), котрий зняв режисер Джон Шлезінгер за однойменним романом американського письменника Лео Герліхая. Прем'єра фільму відбулася 25 травня 1969 року. Головні ролі виконують Джон Войт і Дастін Гоффман.
Стрічку відзначено трьома преміями «Оскар»  (перший фільм «для дорослих» (X rating) в історії кінематографа, що отримав премію за «найкращий фільм») і низку інших нагород. Тепер вважається одним з найвидатніших кінофільмів в історії. У 1994 році включено до Національного реєстру фільмів США, що мають «культурне, історичне або естетичне» значення.
Український переклад зробив канал 1+1, на якому цей фільм транслювався.

## Сюжет
Наївний техасець Джо Бак гарний з себе, самовпевнений і одягається як ковбой. Кинувши роботу мийника посуду в кафе, він поклав собі вирушити до Нью-Йорка з мрією стати жиголо. Проте в Нью-Йорку все виявляється набагато складніше, ніж йому здавалося, і його кар'єра не вдається, він опиняється на вулиці.
У якийсь момент Джо зустрічає дрібного шахрая Ратсо, жебрака, бездомного каліку, який пропонує звести його з впливовими сутенерами, і Джо думає, що все влаштується, але Ратсо обманює його. Через декілька днів Джо і Ратсо випадково зустрічаються знову. Джо готовий був побити Ратсо, але пожалів його. Ратсо, й собі, чомусь теж відчуває симпатію до Джо і пропонує йому заночувати у своєму житлі в покинутому будинку. Джо залишається жити в Ратсо і несподівано для себе вони стають друзями.
Спритний і хитрий Ратсо тепер по-справжньому намагається влаштувати для Джо кар'єру жиголо, але в той час, коли щось починає виходити, Ратсо важко захворів. Джо здає кров як платний донор, погоджується на гей-проституцію, навіть зважується на грабунок, щоб допомогти Ратсо, але все виявляється даремним.
Намагаючись здійснити останню мрію Ратсо, він на останні гроші везе його на Флориду, але Ратсо помирає по дорозі в автобусі.

## У ролях
| Актор           | Роль                                           |
| --------------- | ---------------------------------------------- |
| Джон Войт       | Джо Бак                                        |
| Дастін Гоффман  | Енріко Сальваторе «Ратсо» Ріццо                |
| Рут Вайт        | Саллі Бак                                      |
| Бренда Ваккаро  | Ширлі                                          |
| Сільвія Майлз   | Касс                                           |
| Джон Макгайвер  | містер О’Деніел                                |
| Барнард Г'юз    | Тауні                                          |
| Дженніфер Солт  | Енні                                           |
| Джонатан Крамер | Джеккі                                         |
| Боб Балабан     | (вперше на екрані) молодий студент з Нью-Йорка |

## Знімальна група
- Режисер — Джон Шлезінгер
- Продюсери — Джером Геллман і Кеннет Атт
- Сценаристи — Волдо Солт за однойменним романом Дж. Лео Герліхая
- Оператор — Адам Голендер
- Композитор — Джон Баррі
- Монтаж — Г'ю Робертсон

## Прем'єра
У США фільм подивилося 31,5 млн глядачів. При бюджеті $3 600 000 тільки в США збори з прокату склали $44 785 053.
Коли фільм отримав «Оскар», він офіційно мав у США категорію X (згідно з системою MPAA). Лише пізніше, у 1971 році, після перемонтажу, категорію замінено на R (англ. Restricted — обмеження до 18 років).
Слоган під час перевидання фільму у 80-х був: «Для тих, хто ніколи цього не бачив, і тих, хто ніколи не забував» (англ. «For those who have never seen it and those who have never forgotten it»).

## Нагороди
Американський інститут кіномистецтва зарахував фільм до 100 найкращих фільмів американської кіноіндустрії. У 1994 році був включений до Національного реєстру фільмів (38-ме місце) Бібліотеки конгресу. На фестивалі Берлінале в 1969 році фільм став фаворитом публіки, отримав нагороду OCIC, але проте головну нагороду («Золотий ведмідь») не отримав.
- 1969 — премія OCIC Award Берлінського кінофестивалю (Джон Шлезінгер)
- 1970 — три премії «Оскар»: найкращий фільм (Джером Хеллман), найкращий режисер (Джон Шлезінгер), найкращий адаптований сценарій (Волдо Солт)
- 1970 — шість премій BAFTA: найкращий фільм, найкращий режисер (Джон Шлезінгер), найкращий сценарій (Волдо Солт), найкращий актор (Дастін Гоффман), найбільш перспективний новий актор (Джон Войт), найкращий монтаж (Г'ю Робертсон)
- 1970 — премія «Боділ» за найкращий неєвропейський фільм (Джон Шлезінгер)
- 1970 — дві премії «Давид ді Донателло»: найкращий режисер іноземного фільму (Джон Шлезінгер), найкращий іноземний актор (Дастін Гоффман)
- 1970 — премія Гільдії режисерів США (Джон Шлезінгер)
- 1970 — премія «Золотий глобус» найбільш перспективному новому актору (Джон Войт)
- 1970 — премія «Срібна стрічка» Італійського національного синдикату кіножурналістів найкращому режисеру іноземного фільму (Джон Шлезінгер)
- 1970 — премія Національної спілки кінокритиків США найкращому актору (Джон Войт)
- 1970 — премія Гільдії сценаристів США за найкращу адаптовану драму (Волдо Солт)

### Номінації
- 1970 — чотири номінації на премію «Оскар»: найкращий актор (Дастін Гоффман і Джон Войт), найкраща акторка другого плану (Сільвія Майлз), найкращий монтаж (Г'ю Робертсон)
- 1970 — нагорода ООН (UN Award) в рамках премії BAFTA
- 1970 — шість номінацій на премію «Золотий глобус»: найкращий фільм — драма, найкращий режисер (Джон Шлезінгер), найкращий сценарій (Волдо Солт), найкращий актор — драма (Дастін Гоффман і Джон Войт), найкраща актриса другого плану (Бренда Ваккаро)